# Bischofrode
Bischofrode is een voormalige gemeente in de Duitse deelstaat Saksen-Anhalt, en maakt deel uit van de Landkreis Mansfeld-Südharz.
Bischofrode telt 608 inwoners. Sinds 1 januari 2009 is het door annexatie een Ortsteile van de stad Eisleben.

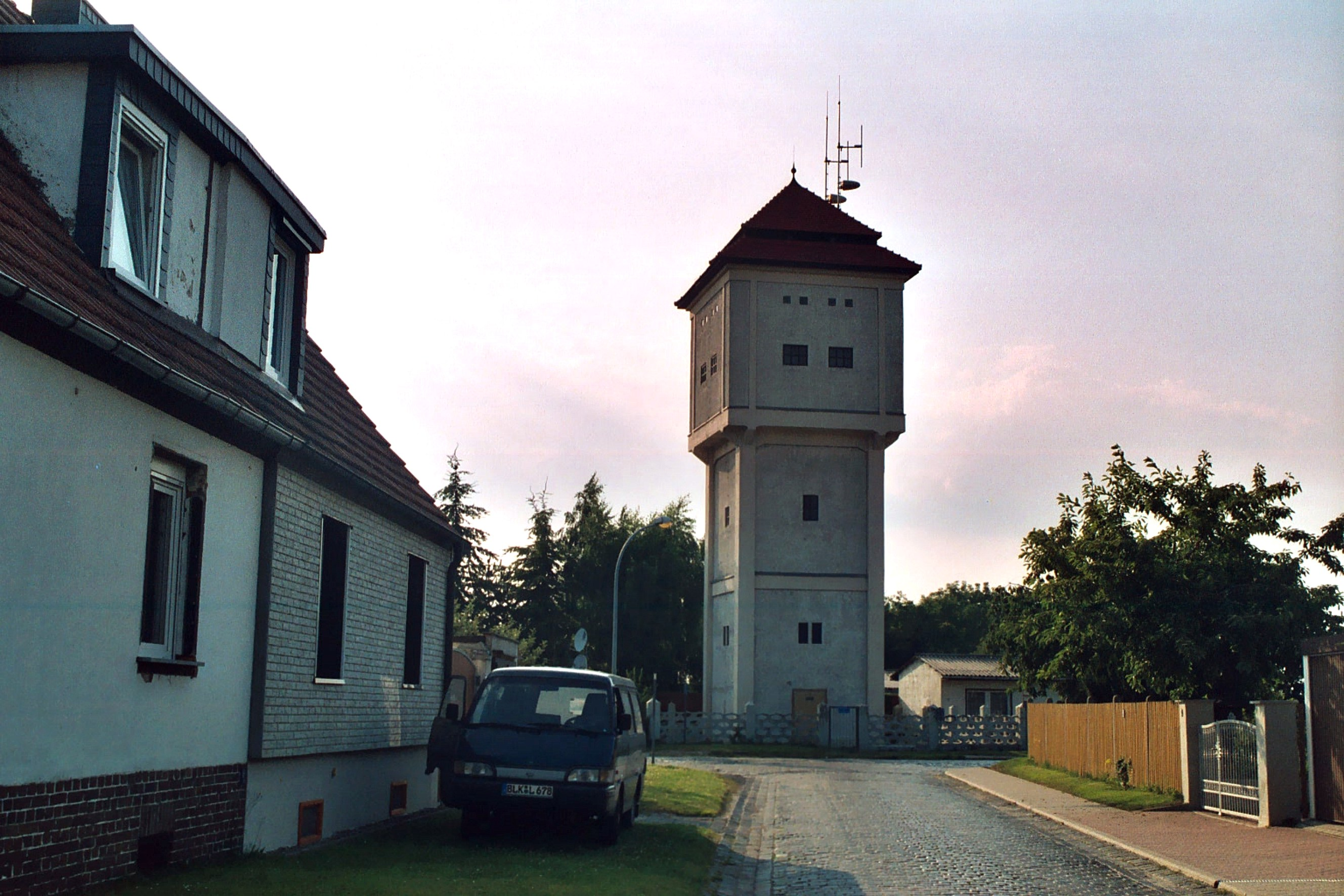
Watertoren